# Вервей, Кун
Кун Вервей  (нидерл. Koen Verweij; 26 августа 1990 года, Алкмар) — нидерландский конькобежец, олимпийский чемпион и 3-кратный призёр Олимпийских игр, 4-кратный чемпион и 3-кратный бронзовый призёр чемпионата мира, 2-кратный серебряный и 2-кратный бронзовый призёр чемпионата Европы, 3-кратный чемпион и 10-кратный призёр чемпионата Нидерландов.

## Биография

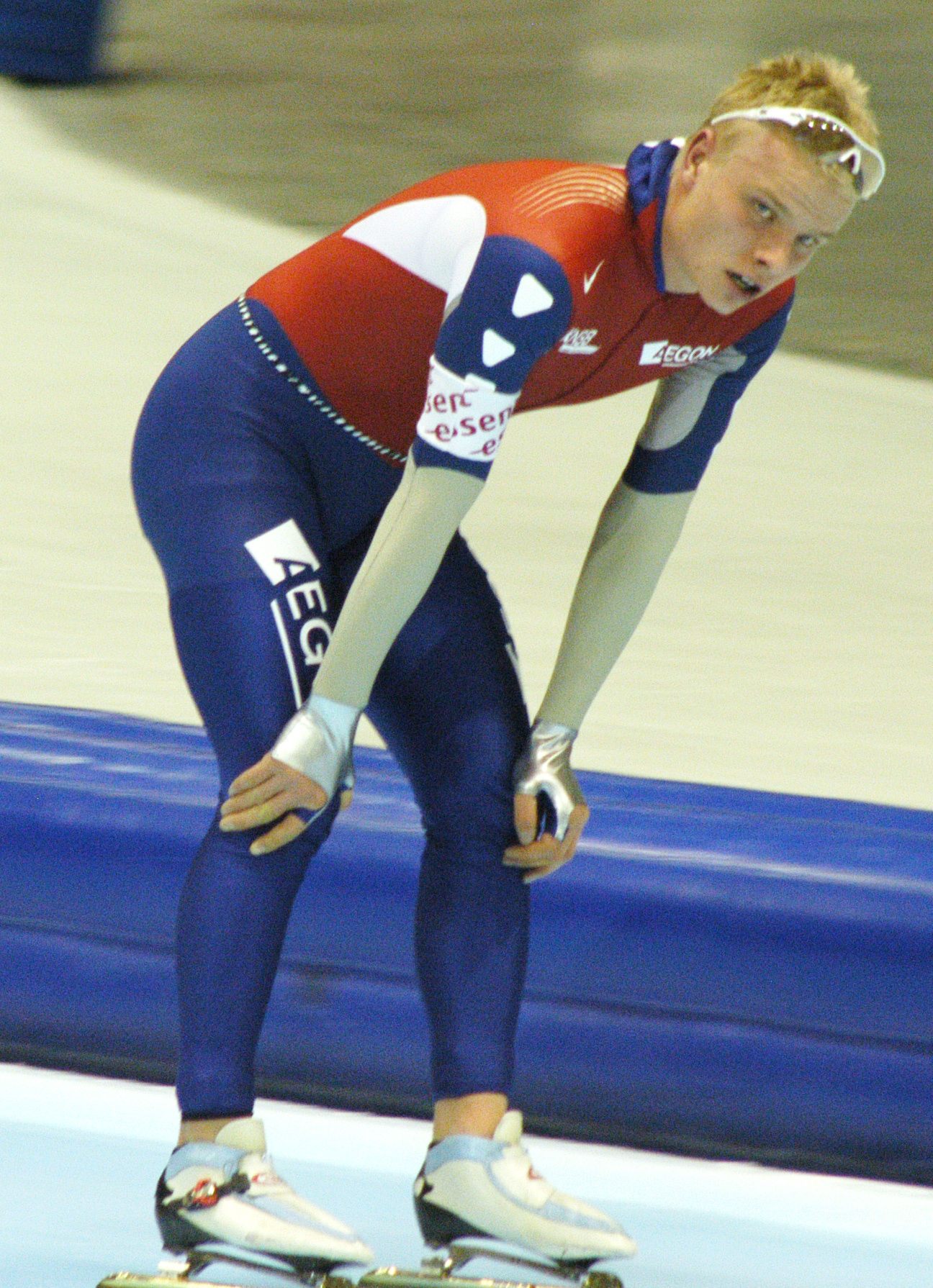

Кун Вервей родился в небольшом городке Кудейке, расположенном в пяти километрах от Алкмара. Он начал заниматься конькобежным спортом в возрасте 10 лет в клубе "AIJC". В 2006 году дебютировал на юниорском чемпионате Нидерландов и сразу стал первым в мини-комбинации. Через год одержал победы в классическом и спринтерском юниорских многоборьях. 
Дебют Куна Вервея на большой спортивной арене состоялся в 2008 году в Гронингене на чемпионате Нидерландов в классическом многоборье, где занял 5-е место, что позволило ему отправиться в составе резервной команды на чемпионат Европы в Коломне. В конце февраля 2008 года Вервей занял 2-е место на чемпионате мира среди юниоров в Чанчуне. А во время мирового Кубка среди юниоров в Аскере возглавил подиум на дистанции 5000 м. 
Финал национального чемпионата в классическом многоборье в 2009 году был ознаменован для конькобежца 4-м местом в общем зачёте и улучшением личного рекорда на 10 километрах. После удачного выступления Вервей обеспечил себе участие на чемпионате Европы 2009. В первый же день соревнований его постигла неудача: в результате падения на дистанции 500 метров Кун потерял возможность бороться за призовые места. По итогам соревнований он стал 12-м.
Реванш последовал незамедлительно. Уже на чемпионате мира среди юниоров Вервей явился одним из реальных претендентов на первое место. С успехом проведя дистанции 3000 и 5000 метров, командный заезд конькобежец завоевал титул чемпиона. В 2009 году он подписал контракт с командой "TVM". В 2010 году вновь стал чемпионом мира среди юниоров в многоборье. В сезоне 2009/2010 Вервей дебютировал на Кубке мира и на 2-м этапе Кубка мира в Херенвене поднялся на 1-е место вместе с партнёрами в командной гонке, а также стал бронзовым призёром в сумме многоборья на чемпионате Нидерландов.
В 2011 году стал третьим на чемпионате Европы в Коллальбо в классическом многоборье и в командной гонке на чемпионате мира на отдельных дистанциях. А вот на чемпионате мира в классическом многоборье занял высокое 4-е место. В 2012 году стал третьим на чемпионате мира в классическом многоборье и чемпионом мира в командной гонке вместе со Свеном Крамером и Яном Блокхёйсеном на чемпионате мира на отдельных дистанциях. В сезоне 2012/2013 Кун впервые выиграл забег 1500 м на этапе Кубка мира в Коломне с результатом 1:45,56 сек.
В феврале 2013 года вновь стал чемпионом в командной гонке на чемпионате мира на отдельных дистанциях. В марте он покинул команду Ян ван Вина и вновь присоединился к команде "TVM" под руководством Герарда Кемкерса. В октябре 2013 года впервые стал чемпионом Нидерландов, взяв золото на дистанции 1500м. В сезоне 2013/2014 на 1-м этапе Кубка мира в Калгари выиграл забег на 1500 м с личным рекордом 1:42,78 сек, а на 2-м этапе в Солт-Лейк-Сити установил национальный рекорд 1:42,28 сек на 1500 м  и мировой рекорд в командной гонке.
В январе 2014 года Кун на чемпионате Европы в классическом многоборье завоевал серебряную медаль. На своих первых зимних Олимпийских играх в Сочи Вербей упустил золото в забеге на 1500 м, проиграв поляку Збигневу Брудке всего три тысячные секунды, став серебряным призёром. На дистанции 1000 м занял 6-е место, а вот в командной гонке стал олимпийским чемпионом.
В феврале также стал чемпионом Нидерландов в сумме многоборья, а в марте на чемпионате мира в классическом многоборье в отсутствии признанного лидера Свена Крамера стал чемпионом мира.
В 2015 году на чемпионате Европы в классическом многоборье в Челябинске Вервей занял 2-е место в общем зачёте. Следом на чемпионате мира на отдельных дистанциях в Херенвене стал 3-м в забеге на 1500 м и выиграл золото в командной гонке.
Летом 2015 года покинул команду "Corendon", а осенью 2015 года решил присоединиться к команде Ирен Вюст "Team4gold", но не подписывая контракт. Позже Вервей решил пропустить сезон 2015/2016 из-за недостаточной физической формы. В предолимпийском сезоне 2016/2017 Вервей вернулся на лёд, и с лета 2017 года тренировался в России у Кости Полтавца со сборной России.
В конце октября 2017 года Кун выиграл чемпионат Нидерландов в забеге на 1500 м. В декабре на 3-м этапе Кубка мира в Калгари стал 1-м в командной гонке и 2-м в забеге на 1500 м, через неделю 4-м этапе в Солт-Лейк-Сити занял 2-е места на дистанциях 1000 м и 1500 м. В конце декабря на отборочных олимпийских соревнованиях в Херенвене Кун стал 2-м в забегах на 1000 м и 1500 м и квалифицировался на игры 2018 года. В январе 2018 года на чемпионате Европы в Коломне он завоевал бронзовую медаль в забеге на 1500 м. В феврале 2018 года на зимних Олимпийских играх в Пхёнчхане Вервей завоевал бронзовые медали в командной гонке и в масс-старте, а также занял 9-е место в забеге на 1000 м и 11-е в забеге на 1500 м.
В июне 2018 года он заявил, что пропустит весь следующий сезон, потому что не удалось найти спонсоров. В апреле 2019 года он подписал контракт с командой Герарда ван Велде "Reggeborgh". В сезоне 2019/2020 Кун вернулся и занял на чемпионате Нидерландов 2-е место в масс-старте и 3-е в беге на 1500 м, а на чемпионате Европы в Херенвене участвовал только в забеге на 1500 м и занял 5-е место. Весной 2020 года Кун покинул команду "Reggeborgh" и создал вместе с Юттой Лердам свою собственную команду "Worldstream Corendon" под руководством тренера Косты Полтавца. Весь следующий сезон его беспокоила травма спины. В декабре 2021 года он не смог пройти квалификацию на Олимпиаду в Пекине и весной 2022 года Вервей распустил команду "Worldstream Corendon" после того, как Лердам перешла в команду "Jumbo-Visma". Летом 2022 года 31-летний Кун Вервей объявил о завершении карьеры.

## Результаты
| Год  | Чемпионат Нидерландов на отдельных дистанциях | Чемпионат Нидерландов (многоборье) | Чемпионат Европы      | Чемпионат мира (многоборье) | Кубок мира                         | Чемпионат мира (отдельные дистанции) | Олимпийские игры                     | Чемпионат Нидерландов среди юниоров                     | Чемпионат мира среди юниоров |
| ---- | --------------------------------------------- | ---------------------------------- | --------------------- | --------------------------- | ---------------------------------- | ------------------------------------ | ------------------------------------ | ------------------------------------------------------- | ---------------------------- |
| 2008 |                                               | 5e                                 |                       |                             |                                    |                                      |                                      |                                                         | · командная гонка            |
| 2009 | 8e 1500 м 7e 5000 м                           | 4e                                 | 12e (31e, 6e, 7e, 8e) |                             |                                    |                                      | Юн.A · (, )                          | 4e 1500 м · 5000 м · многоборье · командная гонка       |                              |
| 2010 | 9e 1500 м 4e 5000 м 8e 10.000 м               | 3                                  |                       |                             | 21e 5000/10000 м · командная гонка |                                      | Юн.A · (5e, , )                      | 1000 м · 1500 м · 5000 м · многоборье · командная гонка |                              |
| 2011 | 10e 1000 м 6e 1500 м 7e 5000 м                | 2                                  | · (, , 4e, 4e)        | 4e · (5e, , 7e, 5e)         | 36e 1500 м                         |                                      |                                      |                                                         |                              |
| 2012 | 10e 1500 м 10e 5000 м                         | 2                                  | 4e (10e, 7e, 5e, 5e)  | · (, 4e, 6e, 5e             |                                    | командная гонка                      |                                      |                                                         |                              |
| 2013 | 9e 5000 м DSQ 1500 м                          | DNS2                               |                       | 9e (6e, 6e, 9e, ns)         |                                    | командная гонка                      |                                      |                                                         |                              |
| 2014 | 1000 м · 1500 м · 5e 5000 м                   | · (,)                              | · (4e, 4e, , )        | · (, )                      |                                    |                                      | 6e 1000 м · 1500 м · командная гонка |                                                         |                              |
| 2015 |                                               |                                    | · (, 4e, , 5е)        |                             |                                    |                                      |                                      |                                                         |                              |

* (500 м, 3000 м, 1500 м, 5000 м)
DNS = не вышел на старт
DSQ = дисквалификация

## Личная жизнь
Кун Вервей с 2017 года встречался с Юттой Лердам. В начале 2022 года они расстались. В 2023 году он сообщил в "Instagram", что встречается с Лизой Хелверштейн. В 2017 году был назначен послом компании "Stichting ALS Nederland" для того, чтобы поддерживать акции и мероприятия по сбору средств на научные исследования причин и методов лечения заболевания, а также повышать качество медицинской помощи и жизни людей с БАС.